# HKT48のおでかけ!
『地元ファン獲得バラエティ HKT48のおでかけ!』（じもとファンかくとくバラエティ エイチケーティーフォーティーエイトのおでかけ）は、TBSテレビで2013年1月26日未明（25日深夜）から2017年6月30日未明（29日深夜）まで放送されていた深夜バラエティ番組である。テレビ番組欄等での略称および番組内でのタイトルコールは『HKT48のおでかけ!』。

## 概要
HKT48が地元ファン獲得のために福岡市やその近郊に「おでかけ」（ロケ）し、その模様を指原莉乃と後藤輝基（フットボールアワー）がスタジオで見届ける、という趣旨の番組。
大人数で移動することから、原則として毎回「おでかけセンター」（通称「おでセン」）が指名され、ある程度の行動を決めることを任される。
第9回の放送から、番組の最後に「おでかけMVP」を決めている。基本的にはおでかけロケで一番輝いていたHKT48メンバーが対象だが、メンバー以外の人物や物が選ばれることもあった。
スタジオの2人がHKT48メンバーの素朴な疑問に答えるコーナーとして第87回〜第175回放送分では「さっしーと後藤さんに聞きたいこと」、第176回放送分から最終回までは「どうでもいいけどどっち派ですか?」を行った。
2017年6月30日未明（29日深夜）をもって終了。最終回では、終盤で指原から「今日最終回なの」と番組の終了が伝えられた。後藤は、番組スタート時「アイドルの番組ということで、何ができるかねっていう若干の不安感もありながらでしたけどね」と振り返った。エンディングは『スキ!スキ!スキップ!』をBGMにこれまでのロケVTRの映像が流れ、「4年半223回の放送でお世話になった全ての皆様本当にありがとうございました!」という感謝のテロップで締めくくった。
その後、2019年4月10日に発売されたHKT48の12thシングル『意志』に封入されるDVDの特典映像として、番組終了から2年の沈黙を破り当番組が復活を果たした。この特典映像には終了当時まだグループにはいなかったドラフト3期生と5期生も出演している。

## 出演者

### レギュラー
スタジオ出演
- 指原莉乃（当時HKT48 チームH・HKT48劇場支配人）- MC[注 1]
- 後藤輝基（フットボールアワー） - 見届け人

おでかけメンバー
- HKT48（番組終了時点で在籍していたメンバー）
  - チームH：秋吉優花、宇井真白、上野遥、神志那結衣、兒玉遥、駒田京伽、坂口理子、田島芽瑠、田中菜津美、田中美久、松岡菜摘、矢吹奈子、山田麻莉奈、山本茉央
  - チームKIV：今田美奈、岩花詩乃、植木南央、熊沢世莉奈、下野由貴、田中優香、冨吉明日香、朝長美桜、深川舞子、渕上舞、宮脇咲良、村重杏奈、本村碧唯、森保まどか
  - チームTII：荒巻美咲、今村麻莉愛、栗原紗英、坂本愛玲菜、外薗葉月、松岡はな、村川緋杏、山内祐奈、山下エミリー
  - 研究生：運上弘菜、小田彩加、堺萌香、清水梨央、武田智加、地頭江音々、月足天音、豊永阿紀、松本日向、宮﨑想乃

### 過去の出演者
番組自体が司会を除けば単一グループのみの出演なので、グループから移籍もしくは卒業すると同時に事実上の番組降板となる。
- HKT48元メンバー（所属は卒業・移籍時点）
  - チームH：中西智代梨（AKB48へ移籍）、梅本泉、穴井千尋、若田部遥、岡本尚子、井上由莉耶
  - チームKIV：木本花音（兼任解除）、草場愛、谷真理佳（SKE48へ移籍）、後藤泉、伊藤来笑、岡田栞奈、多田愛佳
  - チームTII：筒井莉子
  - 研究生：安陪恭加

### スタジオ・ゲスト
※カッコは出演放送回
- 前田孝司（Dining Cafe & Bar ニジイロ 代表）（109、133、157）
- 神奈月（ものまね芸人）（122）
- 岩尾望（フットボールアワー）（144）
- パシンペロンはやぶさ（スピリチュアル芸人）（149）
- ミラクルひかる（ものまね芸人）（170）
- 島田秀平（お笑い芸人、占い師）（180）

### その他のロケ出演者
※カッコは出演放送回、所属記載等は全て出演当時
- 宇梶剛士 （2）
- パパイヤ鈴木 （2）
- 西川さとり（エフエム福岡アナウンサー） （9）
- 小雪 （9）
- 櫻井浩二（RKB毎日放送アナウンサー） （10）
- HARU （10）
- 川内天子（芸能リポーター） （10）
- ケン坊田中 （18、197）
- 山本華世 （20）
- 中島宏（福岡市キャンプ協会理事長、九州あそびの研究所所長）（22、23、76、77、126、127）
- keiko（料理家）（27）
- ニッチロー （31）
- 高島宗一郎（福岡市長） （37）
- マンボウやしろ （58）
- 浜崎美保 （58）
- 加藤玲奈(AKB48)、大島涼花、竹内美宥、田野優花（当時AKB48） （58）
- 仲谷一志（『劇団ショーマンシップ』座長・RKBラジオパーソナリティ）および劇団ショーマンシップ団員 （62、63）
- 森りょういち（FOREST Hunting One代表・声優） （65）
- 黒木優子（プロボクサー、WBC女子ミニフライ級チャンピオン） （78、79）
- 山田祐一郎（ヌードルライター）（111）
- 島津和昭（プロカメラマン）（112）
- 星則光（中村調理製菓専門学校教授）（114）
- 後藤香（九州安達学園声優学科非常勤講師）（115）
- 馬嶋千佳（声優）（115）
- 松岡憲孝（松岡警察犬家庭犬訓練所所長）（124、125）
- 白勢博子（福岡市キャンプ協会 理事）（127）
- 伊藤龍弘（FLYING YOGA JAPAN代表）（128）
- 橋本陽介（サンプルRiKi代表）（132）
- くまモン（142）
- 上田啓介（ローカルタレント）（142）
- TORU（トータルビューティーアドバイザー）（145）
- 前田和美（プロ猫カメラマン）（164）
- SHU（プロマジシャン）（165）
- 永松秀明（マル永製茶代表取締役）（173）
- 徳永慎太郎（福岡県八女茶手もみ技術研究会・手もみ競技5年連続優勝者）（174）
- 平井豊（隆勝堂パティシエ）（174）
- 巽慎之介（ポールダンサー）（175）
- 若田部佳代（ローカルタレント、若田部遥の実母）（185）
- 筑前りょう太、めんたい☆キッド、佐々木日田丸、桜島なおき、ばってん×ぶらぶら、ほか（以上九州プロレス）（189、190）
- 紅音とも、キキワン（以上コスプレイヤー）（191）
- 高倉萌香（当時NGT48）（192、193）
- 柳下浩三（角上魚類社長） （192、193）
- 勇次（長渕剛のそっくりさんタレント）（197）
- 森田鏡湖（占い師）（198）
- 山口勝平（声優）（202）
- 國立幸（声優）（202）
- 橋本みつお（アニメ「カミワザ・ワンダ」監督）（202）
- 河津善陽（トリゼンフーズ会長） （204、205）
- 鶴田知子（福岡Walker編集部）（207）
- 中上大斗（スポーツクライミング選手） （213）
- むゆあ（サントニブンノイチ原宿店店員）（222）

## 放送内容

### 放送休止の事例
以下は全てTBSテレビの事例。系列局ではこれとは別に、遅れ度合いなどにより一部回の放送を中止したことがある。
2013年
- 8月15日 - 「世界陸上モスクワ 前半戦ハイライト」放送のため。

2014年
- 1月2日 - 「SPEC〜零〜 PLUS」放送のため。
- 10月2日 - 「2014年バレーボール女子世界選手権」中継放送のため。
- 10月9日 - 「MOZU　Season1〜百舌の叫ぶ夜〜」再放送のため。

2015年
- 1月1日 - 「CDTVスペシャル! 年越しプレミアライブ2014→2015」放送のため。
- 12月31日 - 「クイズ☆正解は一年後」放送のため。

2016年
- 1月7日 - 「未来のなでしこ高校最後の青春ドラマ 全日本高校女子サッカー選手権準々決勝」放送のため。
- 4月15日 - 平成28年熊本地震による報道特別番組放送のため。
- 12月30日 - 「『最強スポーツ男子元日頂上決戦!』傑作選」放送のため。

## 主題歌
- エンディング
  - お願いヴァレンティヌ（第1回 - 第3回）
  - スキ!スキ!スキップ!（第4回 - 第29回、第223回）
  - メロンジュース（第30回 - 第47回）
  - ウインクは3回（第48回 - 第55回）
  - 桜、みんなで食べた（第56回 - 第83回）
  - 控えめI love you !（第84回 - 第104回）
  - 大人列車（第105回 - 第110回）
  - 12秒（第111回 - 第141回 ）
  - しぇからしか!（第142回 - 第155回）
  - Make noise（第156回 - 第160回）
  - 74億分の1の君へ（第161回 - 第178回）
  - 最高かよ（第179回 - 第201回）
  - バグっていいじゃん（第202回 - 第206回、第211回 - 第222回）
  - 止まらない観覧車（第207回 - 第210回）

## ネット局
| 放送対象地域 | 放送局      | 放送日時                     | 放送期間                      | 遅れ       |
| ------------ | ----------- | ---------------------------- | ----------------------------- | ---------- |
| 関東広域圏   | TBSテレビ   | 金曜 1:28 - 1:58（木曜深夜） | 2013年1月26日 - 2017年6月30日 | 制作局     |
| 鹿児島県     | 南日本放送  | 水曜 1:20 - 1:50（火曜深夜） | 2013年2月7日 - 2016年3月30日  | 遅れネット |
| 福岡県       | RKB毎日放送 | 火曜 2:03 - 2:33（月曜深夜） | 2013年2月13日 - 2017年9月5日  | 遅れネット |
| 大分県       | 大分放送    | 金曜 0:58 - 1:28（木曜深夜） | 2013年4月5日 - 2015年3月27日  | 遅れネット |
| 静岡県       | 静岡放送    | 木曜 2:00 - 2:30（水曜深夜） | 2016年4月7日 - 2017年7月6日   | 遅れネット |
| 石川県       | 北陸放送    | 水曜 1:30 - 2:00（火曜深夜） | 2016年5月25日 - 2017年9月6日  | 遅れネット |

- 新潟放送が2017年1月11日0:10 - 0:40（10日深夜）、1月14日1:35 - 2:05（13日深夜）にNGT48高倉萌香出演分を単発ネット。

## スタッフ
※2017年4月7日未明（6日深夜）TBSテレビ放送分時点
- 企画：秋元康
- ナレーション：奥田民義
- 構成：岩本哲也、佐藤大地
- TP：志水敏明
- カメラ：西岡慶太、前田翼
- MIX：一丸雅彦
- VE：家下歩
- 技術協力：千代田ビデオ、テーク・ワン
- ヘアメイク・スタイリング：オサレカンパニー
- 編集：井出慧、髙野那菜
- MA：浅井佑人
- 音響効果：佐々木良平
- 協力：AKS、HKT48劇場、クムナムエンターテインメント、麻布プラザ
- 編成：中島啓介（TBS）
- 宣伝：安倍由美（TBS）
- AD：櫻井佑、山口麻耶
- ディレクター：青柳剛、北住健司、国玉靖仁
- 演出：田中慶
- プロデューサー：井熊俊博、鈴木貴也
- 制作：ロジックエンターテインメント
- 製作・著作：TBSテレビ

### 過去のスタッフ
- 編成：辻有一（TBS）
- AP：後藤央
- ディレクター：百々隆了、森実慶太郎